# Sjunde kolerapandemin
Den sjunde kolerapandemin var en pandemi av kolera som ägde rum mellan år 1961 till 1975.  Den är känd som den sjunde av de kolerapandemier som ägde rum i Asien och Europa från 1800-talet, och den föregicks av den sjätte kolerapandemin. Den började i Indonesien 1961 och spred sig därifrån till Bangladesh, Indien och Sovjetunionen. 